# Bracia Aszkenazy
Bracia Aszkenazy (jid. ‏די ברידער אַשכּנזי‎ Di brider Aszkenazi) – powieść napisana przez Izraela Jehoszuę Singera w jidysz w 1935 roku. Powieść została przetłumaczona na angielski i polski. Pierwszy przekład autorstwa Stefana Pomera ukazał się na łamach polskojęzycznej, żydowskiej gazety „Nasz Przegląd”. Tłumaczenie to ukazało się też w 1992. W Polsce ukazała się potem w 1998 roku w tłumaczeniu Marii Krych i po niemal 25 latach, pod nową redakcją w Wydawnictwie Kusiński (2022). Joseph Epstein nazywał ją w The Wall Street Journal „najlepszą powieścią napisaną w jidisz”. Jest też porównywana do Ziemi obiecanej Władysława Reymonta. 

## Opis fabuły
Powieść ukazuje realistycznie rozwój i upadek jednego z największych miast przemysłowych w Europie, narodziny komunizmu i stanowi jeden z bardzo ważnych dokumentów o tych czasach. Książka przedstawia konflikty między religijnymi i niereligijnymi Żydami, właścicielami i robotnikami, między Żydami a nie-Żydami. Ukazuje nie tylko bardzo brutalną rzeczywistość wczesnego kapitalizmu, ale także prymitywizm i dwulicowość wielu komunistów i stroni od jednoznacznych ocen postaci i poglądów. Miejscem akcji jest przemysłowa Łódź z XIX i początku XX wieku. Głównymi bohaterami są łódzcy Żydzi: przemysłowcy, rewolucjoniści, rabini, biedni robotnicy. Powieść przedstawia zmiany, jakie zaszły w Łodzi od lat świetności w XIX wieku, gdy miasto było największym centrum przemysłowym w Imperium Rosyjskim, poprzez rewolucję 1905 roku, do lat upadku w czasie I wojny światowej i lat powojennych.
Powieść zaczyna się w okresie po powstaniu listopadowym. Na skutek polityki władz Królestwa Polskiego na ziemie w okolicy Łęczycy i przyszłego miasta Łódź masowo napływają emigranci zajmujący się tkactwem. Do tworzącej się osady tkackiej przybywa Abraham Hersz Aszkenazy, ojciec Simchy Meira, który później zmieni imię na Maks, i Jakuba Binema. Jednym z głównych bohaterów jest Maks Aszkenazy, który miał zgodnie z wolą ojca kształcić się na talmudystę. Simcha Meier jest zdolnym uczniem jeszybotu, jednak bardziej od studiowania Talmudu i Gemary interesuje go handel. Biorąc ślub z ukochaną swojego brata Jakuba Binema zdobywa pierwszy kapitał pozwalający mu na rozkręcenie własnego interesu. Za pieniądze z posagu żony kupuje udziały w manufakturze swojego teścia, którą następnie przejmuje na własność. Marzeniem Simchy Meiera jest własna tkalnia mechaniczna, fabryka z wysokimi kominami tak charakterystyczna dla XIX wiecznej Łodzi. Jest genialnym spekulantem i lawirantem, mistrzowsko wykorzystuje ludzkie słabości.  Dla osiągnięcia celu nie zawaha się przed oszukaniem teścia czy własnego ojca. W celu zdobycia kapitału niezbędnego do wrogiego przejęcia największej w mieście fabryki Heinza Hunzego  rozwodzi się, by poślubić starą, lecz bogatą wdowę.
Po latach dochodzi do wielkiego majątku, zostając „królem Łodzi”, ale gdy Łódź traci na znaczeniu, przenosi się do Rosji. Tam w czasie rewolucji październikowej cały jego majątek zostaje znacjonalizowany. Pod koniec życia Maks zastanawia się, po co w ogóle człowiek żyje, skoro i tak wszystko mija i nic nie ma większego znaczenia. Wspomina swoje życie, nie dochodząc do żadnych rozstrzygających wniosków. Zastanawia się także, gdzie powinni żyć Żydzi: w Ameryce, w Europie czy w Palestynie, ale na to pytanie też nie potrafi znaleźć odpowiedzi.
Postać Maksa Aszkenazego jest podobno w części wzorowana na postaci Izraela Poznańskiego zaliczanego razem z Ludwikiem Geyerem i Karolem Scheiblerem do trzech łódzkich „królów bawełny”.
Zupełnie inaczej toczą się losy drugiego brata bliźniaka – Jakuba Binema. Jakub jest o kilka minut młodszy, mniej uzdolniony. Jest jednak wysokim przystojnym mężczyzną o przyjacielskim usposobieniu i los mu sprzyja. Bez większego wysiłku dostaje od życia to, o co jego brat ciężko walczy: wnuczka warszawskiego multimilionera wybiera go sobie na męża, zapewniając mu kapitał, o jakim Maks jeszcze przez wiele lat będzie mógł tylko marzyć. Zostaje przedstawicielem generalnym głównego konkurenta fabryki Hunzego – Fliederbauma, a po rozwodzie z pierwszą żoną jawnie romansuje z córką fabrykanta Janką. Przez większą część życia Jakub kocha się nieszczęśliwie w swojej bratowej Dinełe, z czasem jednak przenosi te uczucia na swoją bratanicę Gertrudę, którą w końcu poślubia.
Inną ważną postacią jest Nissan, który studiował razem z Maksem, ale także porzucił naukę religii, aby zająć się marksizmem. Powieść kończy się cytatem z Księgi Koheleta: „marność nad marnościami, wszystko marność”.